# فريدريك فونتانج
فريدريك فونتانج (بالفرنسية: Frédéric Fontang)‏ مواليد 18 مارس 1970 في الدار البيضاء، هو لاعب كرة مضرب فرنسي سابق بدأ مسيرته كمحترف سنة 1989 وكان يلعب باليد اليمنى، اعتزل اللعب في 1999. أعلى تصنيف له في الفردي كان المركز الـ 59 في سنة 1991. أعلى تصنيف له في الزوجي كان المركز الـ 589 في سنة 1991.

## النهائيات

### الفردي: 2 (1–1)
| الحصيلة | الرقم | السنة | الدورة                 | الأرضية | المنافس في النهائي  | النتيجة في النهائي |
| ------- | ----- | ----- | ---------------------- | ------- | ------------------- | ------------------ |
| الوصافة | 1.    | 1991  | سان مارينو، سان مارينو | ترابية  | غييرمو بيريز رولدان | 3–6, 1–6           |
| الفوز   | 2.    | 1991  | باليرمو، إيطاليا       | ترابية  | إميليو سانشيز       | 1–6, 6–3, 6–3      |

## روابط خارجية
- فريدريك فونتانج على موقع رابطة محترفي التنس (الإنجليزية)
- فريدريك فونتانج على موقع الاتحاد الدولي لكرة المضرب (الإنجليزية)
- فريدريك فونتانج على موقع خلاصة التنس.كوم (الإنجليزية)